# This Heart
«This Heart» (с англ. — «Это сердце») — песня американского кантри-певца Кори Кента. Она была выпущена 4 марта 2024 года в качестве ведущего сингла его четвёртого студийного альбома Black Bandana (2024). Песня о том как людям пережить разбитое сердце и взлёты и падения в жизни. В июне 2025 года она стала первым синглом Кента, возглавившим кантри-чарт Country Airplay. Также песня возглавила чарт Bubbling Under Hot 100.

## История
Кент начал тизерить песню в своих аккаунтах социальных сетей ещё в августе 2023 года, что привело к её цифровому релизу 26 января 2024 года.
Ранее Кент входил в чарт Country Airplay с песнями «Wild as Her» (№ 3 в мае 2023 года) и «Something’s Gonna Kill Me» (№ 40 в январе 2024 года). Он сказал в интервью журналу Billboard про «This Heart», что «Это все, что я люблю в кантри-музыке. В ней есть душа, глубина, и она заставляет вас что-то чувствовать. Она так много значила для наших поклонников с тех пор, как вышла. Она помогла людям пережить разбитое сердце и взлёты и падения в жизни, и я отдаю должное моим друзьям, которые написали её и доверили мне стать её голосом, а также команде радио, которая представила её поклонникам и довела её до вершины».

## Композиция
«This Heart» была написана Томасом Арчером, Блейком Боллинджером, Джейкобом Хаквортом и Майклом Тайлером, а спродюсирована Крисом Фарреном.

## Музыкальное видео
Музыкальный клип на «This Heart» впервые вышел 25 января 2024 года. Режиссёром клипа выступил Gus, в нём есть кадры, в которых Кент исполняет песню, в то время как пара разыгрывает «крах своих отношений».

## Коммерческий успех
«This Heart» достиг 20-го места в кантри-чарте Канады, 1-го места в радиоэфирном чарте Billboard Country Airplay и 27-го места в кантри-чарте Billboard Hot Country Songs. Более года трек шёл в вершине и лишь на 53-й неделе нахождения в чарте в итоге возглавил его. Также песня возглавила чарт Bubbling Under Hot 100.

## Чарты

### Еженедельные чарты
| Чарт (2024—2025)                        | Высшая позиция |
| --------------------------------------- | -------------- |
| Канада Country (Billboard)              | 20             |
| США (Billboard Hot 100)                 | 82             |
| США (Bubbling Under Hot 100, Billboard) | 1              |
| США (Country Airplay, Billboard)        | 1              |
| США (Hot Country Songs, Billboard)      | 27             |